# 中国共产党西康省委员会
中国共产党西康省委员会，简称中共西康省委，是中国共产党在西康省的领导机关，现已撤销。

## 历史沿革
1950年1月25日，经中共中央批准，中国共产党西康区委员会（简称中共西康区委）在成都宣告建立，由廖志高任书记，刘忠、秦力生任副书记。
1953年2月1日起改称中国共产党西康省委员会。